# Leucadendron pubibracteolatum
Espèce
Leucadendron pubibracteolatum est une espèce de plantes à fleurs de la famille des Proteaceae. Cet arbuste à fleurs, originaire du Cap-Occidental et du Cap-Oriental en Afrique du Sud, fait partie du fynbos.

## Description
L'arbuste a un aspect buissonnant avec de multiples tiges ramifiées. Il atteint 1,3 m de haut et fleurit de juillet à août. Ses feuilles, étroites et aciculaires, mesurent environ 3 à 6 cm de long et présentent une teinte verte intense avec une nuance de violet. Pendant la floraison, qui a souvent lieu de la fin de l'hiver au début du printemps, la plante produit des grappes denses de petites fleurs tubulaires, généralement jaune vif ou crème, contrastant vivement avec les bractées violettes. La plante est dioïque, unisexuée et il existe des plants distincts avec des fleurs mâles et femelles, pollinisées par de petits coléoptères. Les graines sont stockées dans un sillon sur la plante femelle et tombent de celui-ci sur le sol après deux mois, où elles sont disséminées par les rongeurs. 

## Répartition et habitat
Leucadendron pubibracteolatum est présent dans les monts Outeniqua, Kouga et Baviaankloof, de George, Cap-Occidental à Joubertina, Scholtzberg, Swartberg et les monts Kammanassie. La plante pousse principalement dans les sols rocailleux et sableux à 300-1 000 m. Cette plante est bien adaptée aux conditions sèches et pousse souvent dans des zones à faible disponibilité en nutriments. La plante meurt après un incendie, mais les graines survivent.

## Statut de conservation
L'espèce Leucadendron pubibracteolatum  a été évaluée en 2019 pour la Liste rouge des espèces menacées de l'UICN et est classée comme quasi menacée selon les critères B1b(v)+2b(v).

## Dénominations
Cette plante est appelée communément en afrikaans Persblaartolbos, et, en anglais, Purple-leaf Conebush.

## Systématique
Le nom correct complet (avec auteur) de ce taxon est Leucadendron pubibracteolatum I.Williams (d).

### Étymologie
Le nom de genre Leucadendron vient du grec leukos « brillant, blanc » et dendron « arbre ».
Son épithète spécifique pubibracteolatum pourrait venir du latin pubis, « jeune » et bracteatus, « bractée » et latus, « large » donnant « jeunes bractées larges ».